# Blaue Berge oder Eine unwahrscheinliche Geschichte
Blaue Berge oder Eine unwahrscheinliche Geschichte, DDR-Verleihtitel Das Blaue vom Himmel, ist eine sowjetische Filmsatire von Eldar Schengelaja aus dem Jahr 1983.

## Handlung
Es ist Herbst: Der Autor Soso hat eine Erzählung mit dem Titel Blaue Berge bzw. Tian Shan geschrieben und bringt das Manuskript in verschiedenen Durchschlägen zur Literatur-Behörde. Er wird erfreut begrüßt und jeder ist erstaunt, dass er sein Werk so schnell vollendet hat. Soso verteilt die Manuskripte an verschiedene Menschen, so an den Lektor Wasso, den Direktor der Behörde Wascha und den Beerenpflücker Otar. Jeden bittet er, das Manuskript so schnell wie möglich zu lesen und jeder verspricht ihm eine schnelle Durchsicht des Manuskripts.
Die Zeit vergeht und es wird Winter. Regelmäßig schaut Soso in der Behörde vorbei, doch hat sich niemand mit seinem Manuskript befasst. Die Abläufe sind zäh, jeder verspricht, das Manuskript als nächstes zu lesen, hat es gerade verborgt oder angeblich bereits halb gelesen, ohne Aussagen zum Inhalt machen zu können. Soso wird immer mutloser, zumal die Behörde selbst im Verfall begriffen ist: Seit einiger Zeit scheint regelmäßig der Boden zu schwanken und in den Wänden bilden sich Risse. Zunächst glauben alle, die vor der Behörde Motorball spielenden Jugendlichen würden zu einer Erschütterung des Hauses führen und so die Risse verursachen, doch zeigen aufwändige Tests, dass es eine andere Ursache geben muss. Vor allem Wasso ist über die Lage empört, droht ein über seinem Schreibtisch hängendes, massives Gemälde von Grönland doch jederzeit auf seinen Schreibtisch zu stürzen. Abnehmen lassen darf er das Bild jedoch nicht, weil er dafür eine Umlagerungsgenehmigung braucht, die wiederum die Unterschrift zahlreicher Vorgesetzter nötig macht. 
Der Frühling geht dahin und der Sommer kommt. Soso hat während der Wartezeit auf die Besprechung seiner Erzählung herausgefunden, dass unter der Behörde ein Tunnel gebohrt wird, der zu den Rissen im Haus führt. Das Bild wird irgendwann umständlich abgenommen und stattdessen im Beratungsraum der Behörde aufgehängt. Hier diskutiert man schließlich Sosos Werk, das jedoch keiner tatsächlich gelesen hat. Zudem findet sich keines der zahlreichen Manuskripte an. Dennoch wird dem Werk attestiert, so gut wie angenommen zu sein. Bei einer anschließenden Feier fällt das Grönlandbild von der Wand und begräbt Wasso unter sich. Er wird verletzt in ein Krankenhaus gefahren und das Behördengebäude fällt schließlich in sich zusammen. Wenig später hat die Behörde ein neues Bürohaus bezogen und der Streit um den Platz des Grönlandbildes, das aus dem alten Gebäude gerettet werden konnte, beginnt erneut.

## Produktion
Der Film beruht auf der Geschichte Golubyje gory von Reso Tscheischwili, der auch das Drehbuch des Films schrieb. Der Film wurde am 18. Dezember 1983 erstmals in Tbilissi aufgeführt. Die Moskauer Premiere fand am 3. Dezember 1984 statt. Am 20. Juni 1986 lief er in den Kinos der DDR an und war ab dem 2. April 1987 auch in den bundesdeutschen Kinos zu sehen. Am 14. Juni 2007 wurde er unter dem DDR-Verleihtitel Das Blaue vom Himmel von Icestorm auf DVD veröffentlicht.

## Kritik
Der film-dienst nannte Blaue Berge oder Eine unwahrscheinliche Geschichte „eine bitterböse georgische Satire, die mit Geist und Witz die Unbeweglichkeit der bürokratischen Apparate, Spießertum, Faulheit und Schlendrian aufs Korn nimmt. Behäbig beginnend, steigert sich die Geschichte in immer ritualisierter erscheinenden Wiederholungen zur absurd-surrealen Parabel; bald ist fraglich, ob das Manuskript überhaupt existiert oder ob es lediglich rhetorischer Ausgangspunkt für eine feinsinnige, hervorragend konstruierte Reflexion über gedankliche Gleichgültigkeit und Trägheit des Menschen generell ist. “